# 김경중 (1863년)
김경중(金暻中, 1863년 ~ 1945년 4월 27일)은 조선의 문신이자 학자로 일제강점기의 역사가, 작가, 교육인이다. 전라북도 고부군 출신으로 김성수의 생부이며, 기업인 김연수의 아버지이다. 음서로 관직에 출사하여 참봉과 비서원성을 거쳐 가선대부 진산군수에 이렀다. 제16대 국무총리를 지낸 김상협의 할아버지이다.
이재에 능하였다. 자는 재인(在仁) 또는 사인(仕仁), 호는 지산(芝山), 본관은 울산(蔚山)이다. 조선시대의 유학자였던 하서 김인후(金麟厚)의 12대손이다. 전라북도 부안군 출신.

## 이력

### 관료 생활
조선조 대 유학자 하서 김인후(1510년 ~ 1560년)의 12대손으로 1863년(철종 14)에 고부의 인촌리에서 출생하였다. 아버지 김요협은 가난한 선비인 김명환의 셋째 아들이었으나, 외가인 정씨는 외조부 정계량의 대에까지 전라북도 부안의 대농토를 소유한 부호였다. 무남독녀 장인의 데릴사위 겸 사실상의 양자로 갔던 아버지 김요협이 두 아들에게 유산을 분배할 때 장남인 김기중에게는 1천 석의 농토를, 차남인 김경중에게는 2백석을 물려주었으나 이재에 능한 김경중은 형보다 더 많은 토지를 갖게 되었다 한다.
음서로 관직에 나가 1898년 경릉참봉(景陵參奉)이 되었다. 그 뒤 경릉(敬陵) 참봉, 비서원승, 봉상시 부제조 등을 거쳐 전라북도 진산(珍山) 군수 등을 지냈다. 1899년 8월에 효창원봉사(孝昌園奉事)에 임명되었다.

### 일제 강점기 활동
최종 관직은 가선대부에 이르렀고, 1910년 8월 한일 합방이 되자 그는 관직을 버리고 낙향했다. 나라가 망하자 이를 절통히 여기고 인재양성을 목적으로 학교를 설립하였다.
뒤에 역사책을 수집 참고하여 저서인 조선사 17책을 하여 발간하였다. 저서 지산유고와 조선사는 근대 인쇄술에 의해서도 1930년대에 간행된 바 있는데, 해방 뒤 이희승(李喜昇)의 서문과 김화진(金和鎭)의 발(跋)이 붙은 연활자본 4권 1책으로 1966년에 간행되었다. 1924년에는 큰 흉년이 드니 곡물 수천 석을 희사하여 백성을 구제하기도 하였다. 1945년 4월 27일 서울 성북동에서 세상을 떠났다.

## 평가
그는 근검절약하여 큰 부를 누렸고, 수백석지기 토지를 물려받아 이를 잘 경영하여 많은 자산을 모았고 방직공장을 운영하기도 하였다. 또한 형(김기중)을 부모처럼 섬겼는데 형이 후사가 없자 아들 김성수로 하여금 형의 양자로 보내 후원하였다 한다.
이 교육과 언론 등에서 큰 사업을 할 수 있었던 것은 지산선생의 재력이 뒷받침 되었기 때문에 가능했던 것으로 보인다. 이재에 능하여 아버지에게 물려받은 농토는 2백 석이었으나 자신의 소유 토지를 만 석으로 토지를 늘렸다고 한다.

## 저서

저서 조선사 전17권 (1936년 문집형태로 출간된 책). 뒤에 근대 인쇄소에서 서적 형식으로 재간행되었다.

- (조선사) 17권
- 지산유고

## 가족 관계
장흥고씨(고제방(高濟邦)의 딸)와의 사이에 5남(3명 요절, 성수, 연수) 3녀를 두었다.
- 할아버지 : 김명환(金命煥)
  - 아버지 : 김요협(1833년 ~ 1909년), 군수 역임
  - 어머니 : 연일정씨(延日鄭氏, 정계량(鄭季良)의 딸 1831년 ~ 1911년)
    - 형님 : 김기중(金祺中, 1859년 ~ 1933년)
    - 부인 : 장흥고씨(1862년 ~ 1938년)
      - 장남 : 요절
      - 차남 : 요절
      - 삼남 : 요절
      - 사남 : 김성수(金性洙, 형 김기중의 양자로 출계)
      - 자부 : 고광석(高光錫)
        - 손자 : 김상만(金相万)

      - 자부 : 이아주(李娥珠)
        - 손자 : 김남(金楠)
        - 손자 : 김상석(金相晳)
        - 손자 : 김상흠(金相欽)
        - 손자 : 김상기(金相琪)
        - 손녀 : 김상현(金相玹)
        - 손자 : 김상종(金相淙)

      - 오남 : 김연수(金䄵洙)
      - 자부 : 박하진(朴河珍)
        - 손자 : 김상준(金相駿)
        - 손자 : 김상협(金相浹)
        - 손자 : 김상홍(金相鴻)
        - 손자 : 김상돈(金相敦)
        - 손자 : 김상하(金相廈)
        - 손자 : 김상철(金相喆)
        - 손자 : 김상응(金相應)

      - 장녀 : 김영수, 연일정씨 정익원(鄭翼源)에게 출가
      - 차녀 : 김윤영, 안동김씨 김오진(金吾鎭)에게 출가
      - 삼녀 : 김점효, 광산김씨 김용완(金容完)에게 출가

## 기타
- 고씨 부인과의 사이에서 아들 3명을 두었으나 요절하였다. 넷째 아들 김성수가 태어나자 그때까지 본부인 전주이씨에게서 아들이 없었던 형 김기중의 양자로 보냈다. 김성수를 양자로 보낸 뒤 5년만에 차남 김연수가 태어난다.
- 형의 양자로 간 아들 김성수가 중앙학교를 인수하려 하자 경영하지 못할 것이라 생각하여 반대하였다.

## 같이 보기
| - 역사학 - 보성전문학교 - 김성수 - 김연수 - 김기중 - 김요협 - 윤효정 - 신채호 | - 박은식 - 장도빈 - 계연수 - 안재홍 - 이병도 - 정인보 |